# NGC 61
NGC 61 este o pereche de galaxii lenticulare, NGC 61-A (NGC 61-1 sau PGC 1083) și NGC 61-B (NGC 61-2 sau PGC 1085) situată în constelația Cetus (Balena). Aceste galaxii au fost descoperite în 10 septembrie 1785 de către William Herschel.

## Legături externe
- NGC 61 la WikiSky: DSS2, SDSS, GALEX, IRAS, Hydrogen α, X-Ray, Astrophoto, Sky Map, Articole și imagini
- NASA/IPAC Extragalactic Database
- SEDS